# Крымкулов, Сагын Еркасович
Сагын Еркасович Крымкулов (3 марта 1940 г.род Село Саина Шапагатова, Мангистауская область) — известный нефтяник, геолог. Ген.директор АО «Мангистаумунайгаз» (1999-2008). Почётный гражданин Мангистауской области и Актау.

## Биография
- Сагын Крымкулов Родился 3 марта 1940 года в с.Караманды Мангышлакской области.
- 1966 году окончил Казахский политехнический институт по специальности геология и разведка нефтяных и газовых скважин.

## Трудовая деятельность
- 1959 — 1960 гг. моторист треста «Мангышлакнефтегазразведка».
- 1960 — 1961 гг. дежурный техник в/ч №60056 г.Калининград.
- 1961 — 1967 гг. разнорабочий СМУ-26 треста «Алма-Атапромстрой».
- 1967 — 1970 гг. коллектор, ст.геолог.
- 1970 — 1977 гг. зам.начальника по бурению, ст.геолог ГО ПО «Мангышлакнефть».
- 1977 — 1982 гг. начальник ГО Мангышлакского УРБ ПО «Мангышлакнефть».
- 1982 — 1984 гг. секретарь парткома Мангышлакского УРБ ПО «Мангышлакнефть».
- 1984 — 1986 гг. Зам.Завотделом промышленности Мангышлакского обкомапартии.
- 1986 — 1989 гг. Зам.Ген.директора по кадрам ПО «Мангышлакнефть».
- 1989 — 1993 гг. Начальник геологического отдела ПО «Мангышлакнефть».
- 1993 — 1994 гг. Начальник Мангышлакского УРБ.
- 1994 — 1995 гг. Гл.геолог, Зам.Ген.директора АО «Мангистаумунайгаз».
- 1995 — 1997 гг. Вице-президент АО «Мангистаумунайгаз».
- 1997 — 1999 гг. Президент АО «Мангистаумунайгаз».
- 1999 — 2008 гг. Ген.директор АО «Мангистаумунайгаз».
- 2008 — 2009 гг. Советник Ген.директора АО «Мангистаумунайгаз».
- 2009 — 2010 гг. Председатель наблюдательного совета Central Asia Petroleum.
- С 2016 года - Председатель Общественного совета Мангистауской области.

## Награды
- 1999 — Орден Курмет
- 1999 — Почетным нагрудным знаком «Қазақстан мұнайына 100 жыл»
- 2002 — Почетным нагрудным знаком «Денсаулық сақтау ісінің үздігі»
- 2003 — Присвоено почетное звание «Қазақстан Республикасы жер қойнауларының құрметті барлаушысы – Почётный разведчик недр Республики Казахстан»
- Он  удостоен звания «Почётный гражданин»  Мангистауской области, города Актау, Каракиянского  районов.
- «Почётный гражданин» Тупкараганский район (2002)
- 2017 — Орден Парасат[1][2]
- Медали
- 1970 — Медаль «В ознаменование 100-летия со дня рождения Владимира Ильича Ленина»
- Медаль «Ветеран труда»
- 1998 — Медаль «Астана»
- 2001 — Медаль «10 лет независимости Республики Казахстан»
- 2011 — Медаль «20 лет независимости Республики Казахстан»
- 2011 — Медаль «Маңғыстау мұнайына 50 жыл»
- 2016 — Медаль «25 лет независимости Республики Казахстан»
- 2016 — Медаль «Бірлік»
- 2018 — Медаль «20 лет Астане»[3]